# Гірнича промисловість Перу

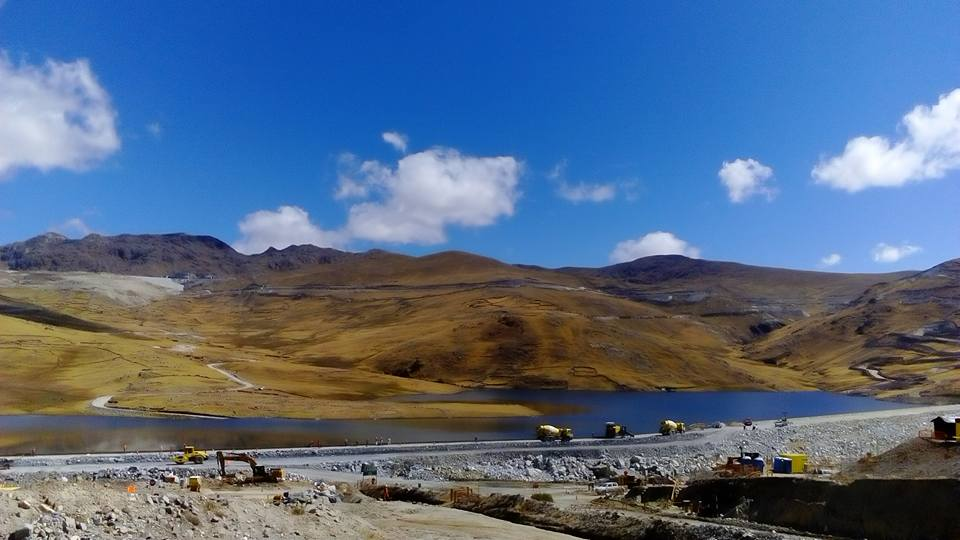
Мідедобувне підприємство Las Bambas в Перу.

Гірнича промисловість Перу.

## Загальна характеристика
У Перу ведеться видобуток нафти і газу, кам. вугілля, руд заліза, міді, свинцю, цинку, срібла, золота, фосфоритів і інш. видів корисних копалин (табл. 1). Найважливішими рудними копалинами є мідь, цинк, золото, свинець і срібло. У невеликих кількостях добувається кам'яне вугілля. Більшість рудників знаходиться в районах Серро-де-Паско в Центральних Андах, Токепала і Куахоне на півдні гірської області і Маркона на узбережжі.
У структурі ВВП на частку гірн. промисловості припадає бл. 8-9 %. У кінці XX ст. (1998) обсяг виробництва мінерально-сировинного сектора економіки Перу становив 3,3 млрд дол./рік і мав позитивну динаміку. Обсяг експорту мінеральної сировини і продукції гірничо-металургійної промисловості за 1998 р. становив 2,7 млрд дол. або 47 % від загального.
Видобуток мінеральної сировини і виробництво продукції гірничо-металургійної промисловості в 1998 р. (в дужках дані за 1997 р.) склали (в тис. т): Fe-руд 2940 (2970); Zn 868,6 (865,3); Cu 483,3 (503,0); Pb 257,7 (258,2); Sn 25,75 (27,95); Mo 4,34 (3,84); W 0,076 (0,280); Bi 0,87 (0,77); Cd 0,13 (0,56); А 0,62 (0,84); Sb 0,36 (0,24); Ag 2025 (2077) т; Au 93,57 (76,82) т; Te 21,68 (24,75) т; Se 18,01 (12,68) т; In 4,23 (3,80) т; нафти 6,7 (7,0) млн т.
Таблиця 1. — Динаміка видобутку основних видів мінеральної сировини в Перу*, т.
| Продукт               | 1997   | 1998  | 1999   | 2000   | 2001   |
| Золото                | 76, 82 | 93,57 | 128,09 | 132,59 | 138,02 |
| Срібло                | 2 077  | 2 025 | 2 217  | 2 438  | 2 673  |
| Мідь (тис. т)         | 503    | 483   | 536    | 554    | 722    |
| Свинець (тис. т)      | 258    | 258   | 271    | 271    | 290    |
| Цинк (тис. т)         | 865    | 869   | 899    | 910    | 1 056  |
| Олово (тис. т)        | 28,0   | 25,7  | 30,4   | 30,4   | 38,2   |
| Залізна руда (млн т)  | 3,0    | 3,2   | 2,5    | 2,5    | 3,0    |
| Молібден (тис. т)     | 3,8    | 4,3   | 5,5    | 5,5    | 9,5    |
| Арсен                 | 837    | 624   | 1 611  | 1 611  | 2 800  |
| Стибій                | 242    | 364   | 255    | 255    | 274    |
| Бісмут                | 774    | 868   | 705    | 705    | 640    |
| Кадмій                | 562    | 132   | 465    | 465    | 456    |
| Індій                 | 3,80   | 4,23  | 5,00   | 5,10   | 4,00   |
| Селен                 | 12,68  | 18,01 | 23,00  | 23,00  | 16,00  |
| Телур                 | 24,75  | 21,68 | 17,00  | 17,00  | 19,00  |
| Вольфрам              | 280    | 76    | 0      | 0      | Н.д.   |
| Сира нафта (млн бар.) | 44     | 42    | 37     | 36     | 35     |

*Mining
Annual Review 2002

## Окремі галузі
Нафтогазова пром-сть. Нафта добувається в північній частині прибережної області з 1863. У 1970-х роках почалася розробка відкритих великих родовищ на морському дні у західного узбережжя і на сходу від Анд. В країні в 1990-х рр. діяло понад 2500 свердловин. У 1992 в країні було здобуто 42,3 млн барелів сирої нафти. Осн. р-н видобутку — Сельва, розташований в межах Верхньоамазонського нафтогазоносного бас., де добувається 2/3 всієї нафти. Дослідження на нафту Перу націлені на пошук нових продуктивних полів, щоб покрити потреби країни.
Надра східних районів, покритих джунглями, містять великі запаси природного газу. Видобуток природного газу на початку XXI ст. (2001) становить 370 млн м³.
Активно освоюється газоконденсатне родов. Камісеа. Доведені запаси родовища становлять 254,7 млрд м³ сухих газів і 0,6 млрд бар. конденсату. Видобуток планується почати в 2004 р. на рівні 73,6 млн куб.м/добу (2,68 млрд м³ на рік); до 2007 р. видобуток зросте до 16,98 млн куб.м/добу (6,2 млрд м³ на рік). Станом на 2002 р проект розробки родовища завершений на 70 %. На черзі проект утилізації газу (в тому числі газопровід і ринок газу). Родовище освоюють компанії: Pluspetrol, Hunt Oil, SK Corp. (Південна Корея) і Tecpetrol.
Вугільна пром-сть. Експлуатація родов. кам. вугілля не забезпечує внутр. потреб країни. У загальному обсязі видобутку на частку антрациту припадає бл. 56 %, коксівного вугілля — 44 %. Проблемами розвитку видобутку і споживання вугілля займається організована в 1981 держ. компанія «PROCARBON».
Залізорудна пром-сть. Видобуток зал. руди в пром. масштабах почався в 1952. Розробляється родов. Маркона (деп. Іка) — центр видобутку зал. руди в П. Загальна проектна потужність кар'єру «Маркона» становить 36 млн т гірн. маси на рік (з яких 7,5 млн т руди). Руда збагачується до вмісту зал. в концентраті 65 %; 65,5 %; 67,5 %; 68,5 %.
Мідна пром-сть. За видобутком мідних руд П. займає одне з провідних місць в Лат. Америці. Родовище мідної руди Токепала і пов'язані з ним поклади на півдні Перу вважаються найбільшими у світі. Річний видобуток міді в 1990-і роки становив бл. 375 тис. т. Загальне виробництво Cu у 1998 р. — 484 тис. т, експорт становив 438 тис. т. За оцінкою Геологічної служби США в 2000 р. (в дужках дані за 1999 р.) в Перу видобуто 530(536) тис. т Cu в руді (6-е місце після Чилі, США, Індонезії, Австралії, Канади), у світі — 13,082(12,6) млн т. У країні діє бл. 60 підприємств з видобутку мідних руд. Найбільші виробники міді на початку XXI ст. — SPCC (видобуток в 2001 р склав 341 947 т), Antamina (161 947 т), BHP Tintaya (85 148 т), Cyprus Cerro Verde (7 665 т). Осн. міднодобувні р-ни — департаменти Такна, Мокегуа, Арекіпа, Уанкавеліка і Хунін. Відкритим способом добувається понад 90 % мідних руд. Руда збагачується за традиційною схемою: дроблення, грохочення, флотація, згущення. У П. споживається бл. 10 % міді, що виробляється, інша експортується в США, Японію, країни Зах. Європи.
У 1998 почате будівництво гірничого підприємства з видобутку і переробки Cu-Zn-руд Antamina. Рудник належить компаніям Noranda Inc. (33.75 %), Billiton (33.75 %), Teck Corp. (22.5 %) і Mitsubishi Corp. (10 %) і призначений для відробки однойменного скарнового родовища з підтвердженими запасами руди 494 млн т (середній вміст міді 1,3 %). У 2001 р. добуто перший Cu-к-т в кількості 16,2 тис. т на підприємстві Antamina (Перу), яке за обсягом продукції стане 7-м у світі виробником Cu і 3-м з Zn. Запаси родов., що розробляється відкритим способом, оцінюють в 559 млн т руди із вмістом 1,23 % Cu, 1,03 % Zn, 13,71 г/т Ag і 0,029 % Mo. Підприємство включає кар'єр і мідно-цинкову збагачувальну фабрику. Виробнича потужність збагачувальної ф-ки в перші 10 років — 70 тис. т руди на добу з отриманням з неї на рік 306 тис. т Cu-к-ту і 283 тис. т Zn-к-ту, які у вигляді суспензії будуть транспортуватися по трубопроводу довжиною 300 км в порт Haurmey. Термін служби підприємства 22 р. Загальні капітальні витрати на його будівництво досягнуть за оцінкою 2,296 млрд дол. США. Крім того, за даними International Copper Study Group (ICSG) в Перу в найближчі роки стануть до ладу мідні рудники Серро-Негро, Серро-Верде-II.
Британська юніорна компанія Monterrico Metals в 2003 готує ТЕО освоєння мідного родовища Ріо-Бланко в Перу. На площі Генрі'с-Гілл (Henry's Hill) буде побудована збагачувальна фабрика з пропускною здатністю 10 млн т руди на рік і продуктивністю 90 тис. т міді в концентратах на рік. Капіталовкладення оцінюються в 190 млн дол.[Business News Americas].
Поліметалічна пром-сть (свинець, цинк, срібло) в П. досить розвинена. В кінці XX ст. діяло понад 260 підприємств. Осн. р-ни видобутку свинцево-цинкових руд — департаменти Паско, Хунін, Анкаш, Ліма. Підземним способом добувається бл. 70 % руди. Найбільші шахти: «Серро-де-Паско» (0,8 млн т руди на рік) і «Касапалька» (0,8 млн т руди на рік). Найбільший кар'єр «Маккьюн» на родов. Серро-де-Паско знаходиться на вис. 4350 м над рівнем моря. Потужність кар'єра 1,3 млн т руди на рік. Розміри кар'єра 800×700 м, глиб. 300 м. Бл. 75 % руди, що добувається збагачується, найбільші фабрики — «Парагша» і «Map Тунель». Коеф. вилучення корисних компонентів: по свинцю до 69 %, по цинку до 84 %. Концентрати переробляються на комбінаті в Ороє. В 90-х рр. увійшли до ладу ГЗК «Антаміна» і «Беренгела» в центрі країни.
Виробництво Pb в рудах і конц-тах склало в країні за 1998 р. 257,7 тис. т і рафінованого 109,5 тис. т, Zn відповідно 738,6 і 174,7 тис. т. Експорт у вартісному вираженні Pb становив 209, Zn 445 млн дол.
В кінці XX ст. з видобутку срібних руд П. займала одне з провідних місць (в 1983 перше) серед країн світу. Велика частина (80 %) видобутку срібних руд припадає на 28 підприємств, розташованих в центр. і півд. р-нах країни. Понад 35 % срібла добувається з руд власне срібних родов., 5,1 % — як побічний продукт з мідно-порфірових і бл. 60 % — з поліметалічних руд. Розробка ведеться відкритим способом (понад 10 %) на родов. Куахоне, Токепала, Серро-де-Паско і підземним способом на родов. Арката, Учучуака, Мільпо, Оркопампа і інш. З 1990-х рр. — Беренгела, Антаміна, Ла-Гранха, Торомочо і інш.
Виробництво Ag в рудах і конц-тах склало в країні за 1998 р. 1934 і 988 т. Експорт у вартісному вираженні становив 190,6 млн дол. Основні видобувні та переробні компанії Pb-Zn-Ag-руд на 1998 р.: Centromin Peru, виробництво Pb і Zn становило 72,5 і 210,3 тис. т, Ag 227 т; підпр. Izcaycruz компанії Glencor, виробництво Zn — 98,0 тис. т; компанія Volcan Cia. Minera — виробництво Zn 95,0 тис. т, Pb 13,3 тис. т і Ag 149 т; Cia. Minera San Ignacio de Morococha — Zn 71,1 тис. т; Cia. Minera Atacocha — Pb 23,4 тис. т, Zn 45,3 тис. т і Ag 84 т; Cia. Minera Mipo — Pb 19,0 тис. т, Zn 57,4 тис. т і Ag 80 т; Cia. de Minas Buenaventura — Ag 320 т; Cia. de Minas Arcata 186 т, Southern Peru 105 т.
У 2001 р найбільше видобуто свинцю, цинку і срібла на копальні Paragsha (колишня копальня Cerro de Pasco), яка тепер управляється Volcan Cia.Minera. У 2001 р тут видобуто 76 135 т свинцю, 319 317 т цинку і 334,31 т срібла. Empresa Minera — другий виробник цинку в країні (121 507 т), за ним слідує Cia. Minera Milpo (76 755 т цинку, 23 071 т свинцю і 109,83 т срібла у 2001). Далі йде Cia.Minera Antamina (68 909 т цинку). Atacocha є другим найбільшим виробником свинцю (29 573 т), 56 366 т цинку і 127 т срібла. Компанія Volcan Cia. Minera — найбільший приватний виробник срібла в країні (333 т у 2001 р) [Mining Annual Review 2002].
Видобуток золота. Перу на початку XXI ст. займає з видобутку золота 1-е місце в Латинській Америці і 3-є в Америці (після США та Канади). Бл. 50 % золота добувається попутно з поліметаліч. руд. Інше добувається старателями в р-ні Мадре-де-Дьос, в бас. р. Пато поблизу оз. Тітікака. У 1998 р. було закінчене будівництво золотодобувного підприємства Pierina компанії Barrick. Загальний видобуток Au у 1998 р. склав 93753 кг (динаміка позитивна — 18 % до 1997), експорт у вартісному вираженні становив 925 млн дол. При цьому видобуток Au компанією Minera Yanacocha — 67350 кг (динаміка позитивна, 30 % до 1997). Видобуток Au інших компаній (в кг): Cia. Minera Sipan 5795; Minera Aurifera Retamas 5024; Consorcio Minero Horizonte 2720; Cia. Minera Poderosa 2999; Cia. Minera Ares 2513. У 1998 р. було введено в експлуатацію підприємство Pierina компанії Minera Barrick Misquichilca, видобуток Au 1769 кг. Видобуток Au на незареєстрованих дрібних підприємствах оцінюється в 22560 кг.
Найбільший золотодобувний об'єкт країни — комбінат Янакоча (Minera Yanacocha) на однойменному рудному полі. Станом на 2002 р експлуатуються чотири родовища рудного поля Янакоча: Карачуго, Янакоча, Хосе і Макі-Макі (Maqui-Maqui). Руди відпрацьовуються кар'єрами. Видобуток золота на ГЗК Янакоча має позитивну динаміку: в 1995 р. — 19.7 т, 1996 — 28.4 т, 1997 — 32.65 т, 1998 — 41.7 т, 1999 — 51.5 т, 2000 — 56 т, 2001 — 58,7 т, 2002 — бл. 68.5 т. Руди переробляють купчастим вилуговуванням. Вилучення Au 65-69 %. Усього за 1993—2000 рр. на рудному полі Янакоча видобуто 252 т золота. Планується добування срібла, яке погано вилучається (близько 30 %). Співвідношення золота до срібла 1 : 2.
Інші важливі виробники золота в Перу на початку XXI ст. (2001): Minera Barrick Misquichilca, оператор копальні Pierina — 28 338 кг (13 % зростання); Minera Aurifera Retamas — 5 177 кг; Cia. Minera Ares — 5 211 кг; Consorcio Minero Horizonte з 4 282 кг; Cia. Minera Aurifera Santa Rosa — 3 155 кг; Cia. Minera Poderosa з 2,314 kg і Cia. Minera Sipan — 1,404 кг [Mining Annual Review 2002].
Канадська компанія Barrick Gold Corp. готує до розробки родов. золота Лагунас-Норте (Lagunas Norte), яке розташоване на площі Олто-Чікамо (Alto Chicama) в північній частині Центрального району Перу. На 2002 р запаси руди і золота категорії indicated (С2) тут становлять 103 млн т руди із вмістом Au 1.74 г/т або 179 т золота і виявлені ресурси категорії inferred (P1) — 33 млн т мінералізованої маси з вмістом Au 1.43 г/т або 47 т золота. Розвідку родовища компанія Barrick Gold Corp. буде продовжено в 2003—2004 рр. Підрахунок запасів і ТЕО освоєння родовища планується до кінця 2005 р [Mining Journal. 2002. V.339, № 8703].
Бісмут. П. займає одне з провідних міць з виробництва бісмуту. Осн. джерелом його отримання (понад 50 %) є свинцеві руди родов. Серро-де-Паско. При переробці їх на металург. заводі в м. Ла-Ороя бісмут вилучають попутно з анодних шламів електролітичного свинцю і міді. Бл. 90 % бісмуту виготовляється у вигляді рафінованого металу, 10 % у вигляді свинцево-бісмутових сплавів.
Рідкісні метали. З поліметалічних руд вилучають також телур (провідне місце П. в Лат. Америці), кадмій, селен, індій, ґалій, ґерманій і інш. З руд мідно-порфірових родов. Токепала і Куахоне вилучають молібден. При збагаченні застосовують флотацію. Вилучення становить 37 %, концентрат містить 48-54 % молібдену, 1 % міді і реній. Всі концентрати експортуються в США.
Олово. Єдиний виробник олова в країні — компанія Minsur, яка експлуатує рудник San Rafael. Видобуток за 2001 р становить 38 182 т. Компанія має також плавильні і рафінувальні потужності, розташовані в Піско (Pisco), на південь від Ліми [Mining Annual Review 2002].
Інші корисні копалини. Розробляється родов. бариту Леоніла-Грасієла за 50 км від м. Ліма. Потужність кар'єру 300 тис. т руди на рік. У різних р-нах країни приватні національні компанії видобувають каолін, мармур, гуано, фосфорити.
Зокрема, проектують освоєння родовища фосфоритів Байовар в районі Сечура, провінція Пьюра. Запаси родовища оцінені в 816 млн т, з них із вмістом P2O5 30 % — 262 млн т. У 2001 р. власник родовища — компанія Empressa Minera Regional Bayovar (EMRGB) оголосила про продаж ліцензії на розробку фосфатів на площі 74 тис. га в районі родовища Байовар. Якщо продаж відбудеться, новий власник повинен протягом 4-х років побудувати рудник і збагачувальну фабрику потужністю 3 млн т концентрату на рік.

## Наукові дослідження, підготовка кадрів, друк
Геол. і гірн. роботи в П. проводяться Мін-вом гірничорудної промисловості та енергетики. Наук. дослідження в цій галузі ведуть Ін-т геології і металургії, лабораторії Гірн. банку П. і ряд університетів. Гол. центр підготовки кадрів для гірн. промисловості — Нац. інж. ун-т П. (Universidad Nacional de Ingeniena del Peru) в м. Ліма, засн. в 1955. Осн. періодичні видання з геології і гірн. справи: «Anuario Minero Comercial. La Minera en el Peru» (з 1961).